# 1812 na música

## Eventos
Pyotr Ilich Tchaikovsky compõe a Abertura de 1812.

## Nascimentos
| Data         | Nome               | Profissão                                                                                             | Nacionalidade | Observações | Ref |
| ------------ | ------------------ | --- | ------------- | ----------- | --- |
| 8 de janeiro | Sigismond Thalberg | pianista e compositor                                                                                 | Suíça         | m. 1871     |     |
| 27 de junho  | John Pyke Hullah   | compositor e professor de música                                                                      | Reino Unido   | m. 1884     |     |
| ??           | Angelo Frondoni    | músico, maestro, compositor, poeta e crítico de arte, de origem italiana que fez carreira em Portugal | Itália        | m. 1891     |     |

## Mortes
| Data | Nome | Profissão | Nacionalidade | Observações | Ref |
| ---- | ---- | --------- | ------------- | ----------- | --- |